# Laothoe philiponi
Laothoe philiponi är en fjärilsart som beskrevs av Huard. 1928. Laothoe philiponi ingår i släktet Laothoe och familjen svärmare. Inga underarter finns listade i Catalogue of Life.